# Nick Hague
Tyler Nicklaus Hague dit Nick Hague, né le 24 septembre 1975 à Belleville au Kansas, est un astronaute américain. Après une formation en ingénierie aéronautique et astronautique, il s'engage dans l'United States Air Force et devient ingénieur d'essai, puis est déployé 5 mois dans le cadre de l'opération Liberté irakienne. Il est sélectionné en 2013 par la NASA en tant que membre du groupe d'astronautes 21. 
Il complète son entraînement d'astronaute candidat en 2015, et s'envole le 11 octobre 2018 à bord de Soyouz MS-10 avec le cosmonaute russe Alexeï Ovtchinine. Le lancement est un échec et la capsule s'éjecte, atterrissant avec succès à quelques centaines de kilomètres du pas de tir après une trajectoire balistique.
Il s'envole finalement le 20 juillet 2019 à bord de Soyouz MS-12 depuis le cosmodrome de Baïkonour au Kazakhstan pour sa première mission à bord de la Station spatiale internationale. Il rentre sur Terre le 4 octobre 2019 à bord du même vaisseau après un séjour de 6 mois dans l'espace.

## Formation
Nick Hague est natif de Belleville au Kansas mais considère Hoxie dans le même État comme sa ville natale, dont il est diplômé du lycée en 1994. Il obtient ensuite un Bachelor en science dans l'ingénierie astronautique de l'United States Air Force Academy à Colorado Springs au Colorado en 1998 puis un Master en science dans l'ingénierie aéronautique et astronautique du Massachusetts Institute of Technology à Cambridge au Massachusetts en 2000.

## Débuts professionnels
En mai 1998 il est promu au grade de Second lieutenant dans l'United States Air Force. En août 2000 il est assigné à la Kirtland Air Force Base à Albuquerque au Nouveau-Mexique où il travaille sur des technologies spatiales. En 2003, il étudie afin de devenir pilote d'essai à la United States Air Force Test Pilot School, à Edwards en Californie dont il sort diplômé en 2004. Il travaille ensuite au sein du 416th Flight Test Squadron où il teste des avions F-15 Eagle, F-16 Fighting Falcon et T-38 Talon. Fin 2004 il est déployé 5 mois en Irak dans le cadre de l'opération Liberté irakienne, où il mène des vols de reconnaissance expérimentaux. En 2006 il rejoint la United States Air Force Academy au Colorado dans le département aéronautique où il donne des cours d'introduction à l'astronautique et de plongée notamment. En 2009 il est sélectionné pour une bourse universitaire à Washington DC où il travaille au Sénat des États-unis en tant que conseiller sur des questions de défense nationale et de politique étrangère. Il sert ensuite au Pentagone pour le United States Central Command comme agent de liaison avec le Congrès des États-Unis. En 2012 il est assigné à l'Organisation conjointe de mise au point de dispositifs explosifs improvisés (en anglais: Joint Improvised Explosive Device Defeat Organization) à Crystal City (en) en Virginie en tant que chef adjoint de la division de recherche et développement.

## Astronaute
En juin 2013 il est sélectionné en tant qu'un des 8 membres du groupe d'astronautes 21 de la NASA. Il commence sa formation en août 2013 où il apprend le fonctionnement des systèmes de la station spatiale internationale, le pilotage d'avions T-38 Talon et la manipulation du bras robotique Canadarm 2. Il est également formé aux sorties extravéhiculaires (EVA), apprend le russe et la survie en milieu sauvage et en haute mer. Il complète son entraînement d'astronaute candidat en juillet 2015.

### Échec de Soyouz MS-10

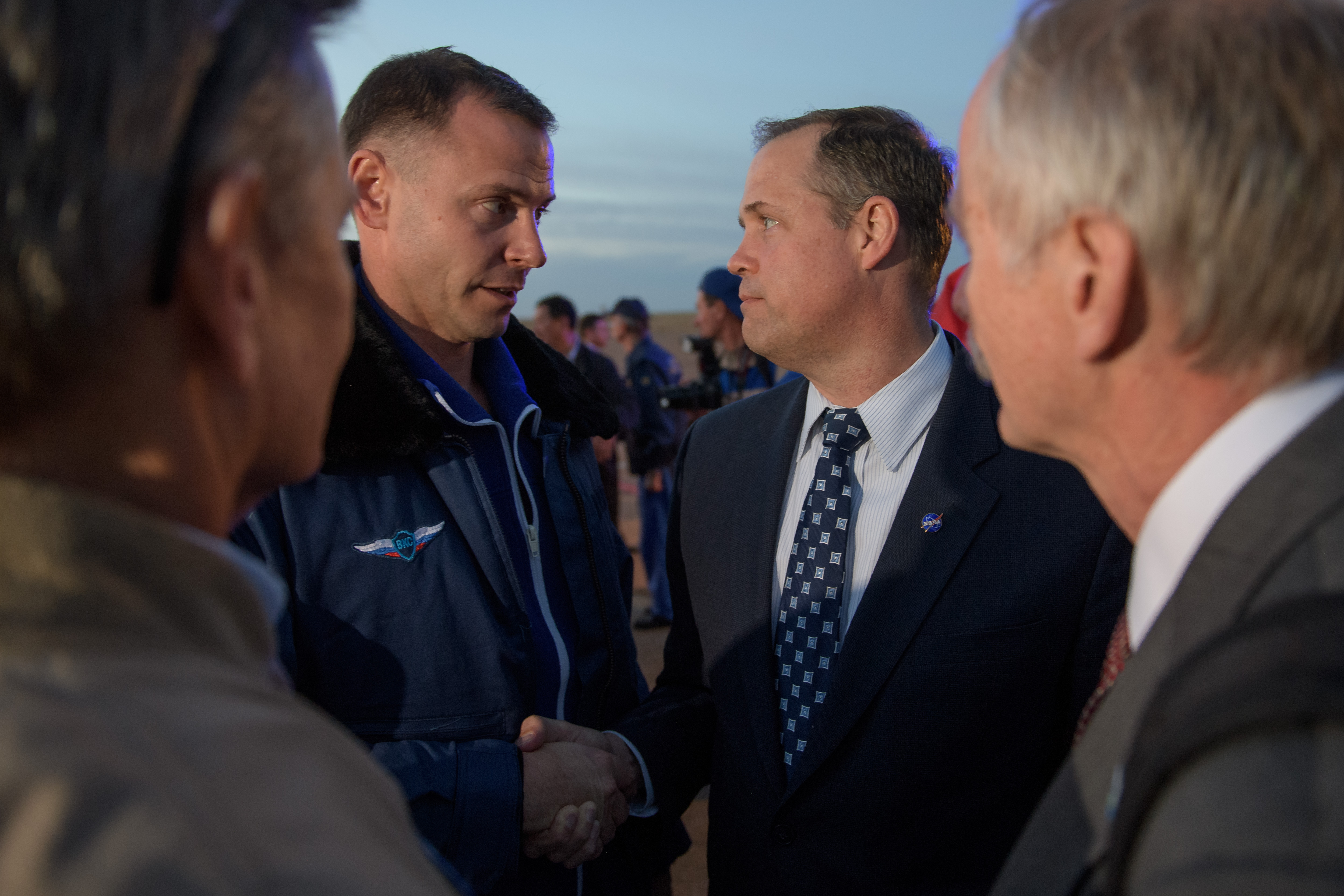
Nick Hague avec l'administrateur de la NASA Jim bridenstine peu après l'échec de Soyouz MS-10.

Il est le premier astronaute de sa classe à être assigné à une mission et s'envole le 11 octobre 2018 avec le cosmonaute russe Alexeï Ovtchinine afin de participer aux expéditions 57 et 58 sur la station spatiale internationale.
Cependant le lanceur Soyouz rencontre une défaillance durant le vol, un des boosters heurtant l'étage central lors de sa séparation. L'ordinateur de bord déclenche automatiquement l'éjection du vaisseau Soyouz afin de l'éloigner de la fusée. La capsule suit ensuite une trajectoire balistique plus raide qu'un retour normal, conduisant l'équipage à subir jusqu'à 7 G. Ils atterrissent sain et sauf à plus de 400 km du pas de tir.
Il s'agit de la troisième défaillance du lanceur Soyouz lors d'un vol habité de l'histoire, après Soyouz T-10-1 le 26 septembre 1983 et Soyouz 18a le 5 avril 1975,.

### Expéditions 57/58

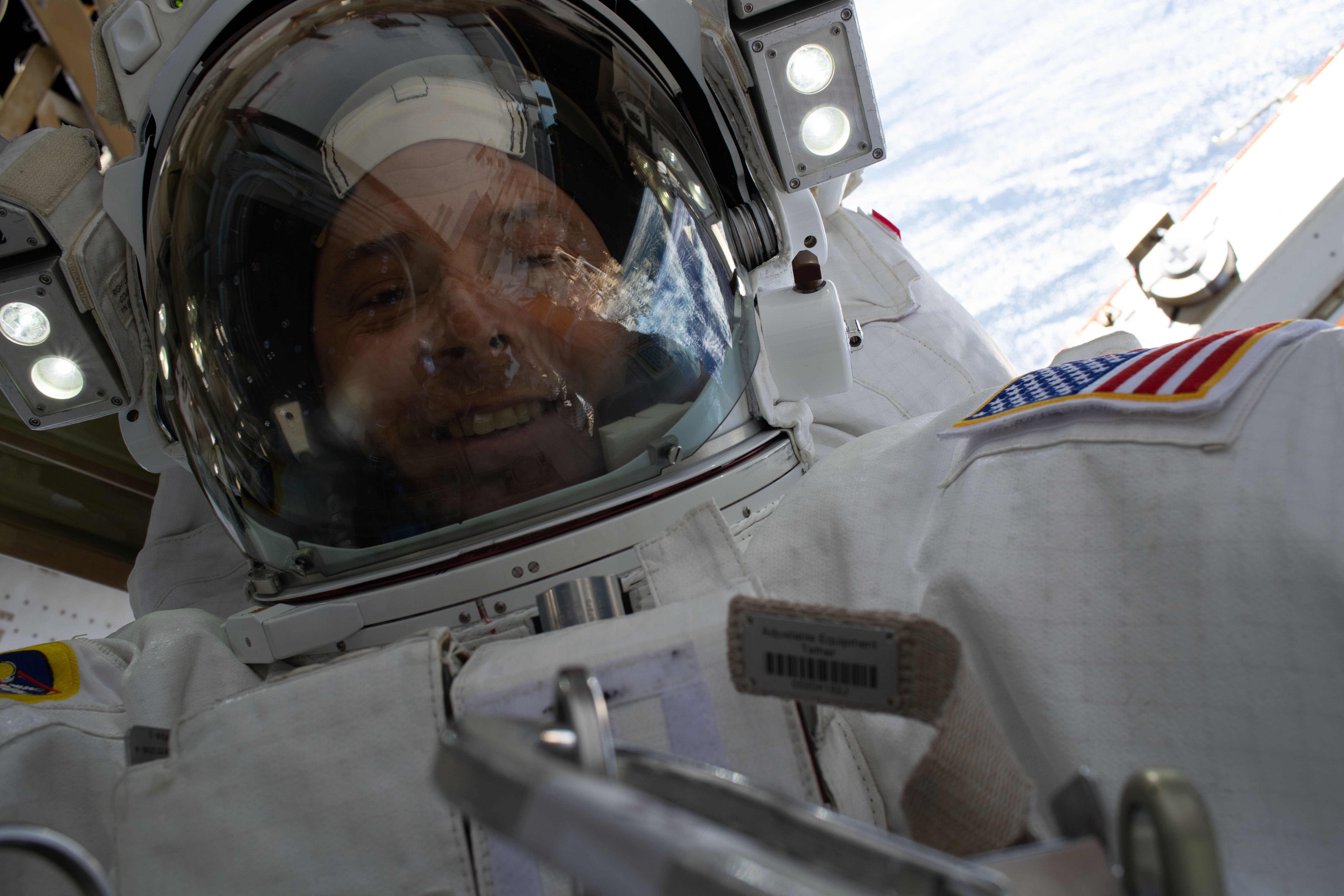
Selfie spatial de Nick Hague de sa deuxième sortie extravéhiculaire.

Il s'envole finalement à bord de Soyouz MS-12 le 14 mars 2019 depuis le cosmodrome de Baïkonour au Kazakhstan avec l'astronaute Christina Koch et le cosmonaute russe Alexeï Ovtchinine pour une mission de longue durée à bord de la station spatiale internationale. Au cours de sa mission l'équipage de la station réalise des centaines d'expériences en biologie, biotechnologie, étude de la Terre, recherche médicale et sciences physiques. Sa mission connaît également des points forts scientifiques tels que des recherches sur des appareils imitant la forme et la fonction d'organes humains, le test de robots volants et d'un instrument mesurant la distribution sur Terre de dioxyde de carbone.
Durant cette mission il participe à trois sorties extravéhiculaires à l'extérieur de la station spatiale. La première a lieu le 22 mars 2019 avec Anne McClain et dure 6 heures 39 minutes, les deux astronautes remplacent d'anciennes batteries nickel-hydrogène par de nouvelles batteries lithium-ion. Il réalise une deuxième sortie dans le même but le 29 mars 2019 avec Christina Koch qui dure 6 heures 45 minutes. Sa troisième EVA a lieu le 21 août 2019 accompagné de l'astronaute Andrew Morgan et dure 6 heures 32 minutes. Les deux hommes installent l'adaptateur d'amarrage international-3 sur le module d'accouplement pressurisé-3 au zénith du module Harmony, afin de permettre l'amarrage des véhicules du Commercial Crew Development.
Après avoir participé aux expéditions 59 et 60, il rentre sur Terre le 4 octobre 2019 à bord de Soyouz MS-12 avec le premier astronaute émirati Hazza Al Mansouri et le cosmonaute russe Alexeï Ovtchinine après 202 jours passés dans l'espace.

### Expéditions 71/72
En janvier 2024, il est nommé pilote de la mission Crew-9. La mission décolle finalement avec un équipage réduit à deux pour libérer deux places pour que les astronautes de la première mission habitée de la capsule Starliner puissent rentrer sur Terre. Hague est alors nommé commandant. Il séjourne ainsi 6 mois dans l'ISS en 2024-25. 
Il participe à une sortie extravéhiculaire en équipe avec Sunita Williams pour remplacer un gyroscope et un réflecteur planaire sur l'IDA-3 et procéder à des vérifications avant les mises à niveau de l'instrument AMS-2.

## Vie privée
Il apprécie le ski, la plongée, le pilotage et le sport. Il est marié à Catie Hague, colonel de l'US Air Force. Ils ont deux fils.

## Distinctions
Il reçut plusieurs prix au cours de sa carrière dont :
- Distinguished Graduate de l'United States Air Force Academy
- Distinguished Graduate de United States Air Force Test Pilot School
- 2 Defense Meritorious Service Medal
- Meritorious Service Medal
- 6 Air Medals
- 2 Aerial Achievement Medal
- 2 Air Force Commendation Medal
- Air Force Combat Action Medal
- NASA Spaceflight Medal
- NASA Distinguished Service Medal
- Ordre du Courage de la fédération de Russie